# Tadeusz Sieradzki
Tadeusz Sieradzki (ur. 19 listopada 1922 w Nowotańcu, zm. 15 czerwca 1945 w Sanoku) – polski działacz komunistyczny, żołnierz GL i AL, polityk PPR, funkcjonariusz UBP.

## Życiorys

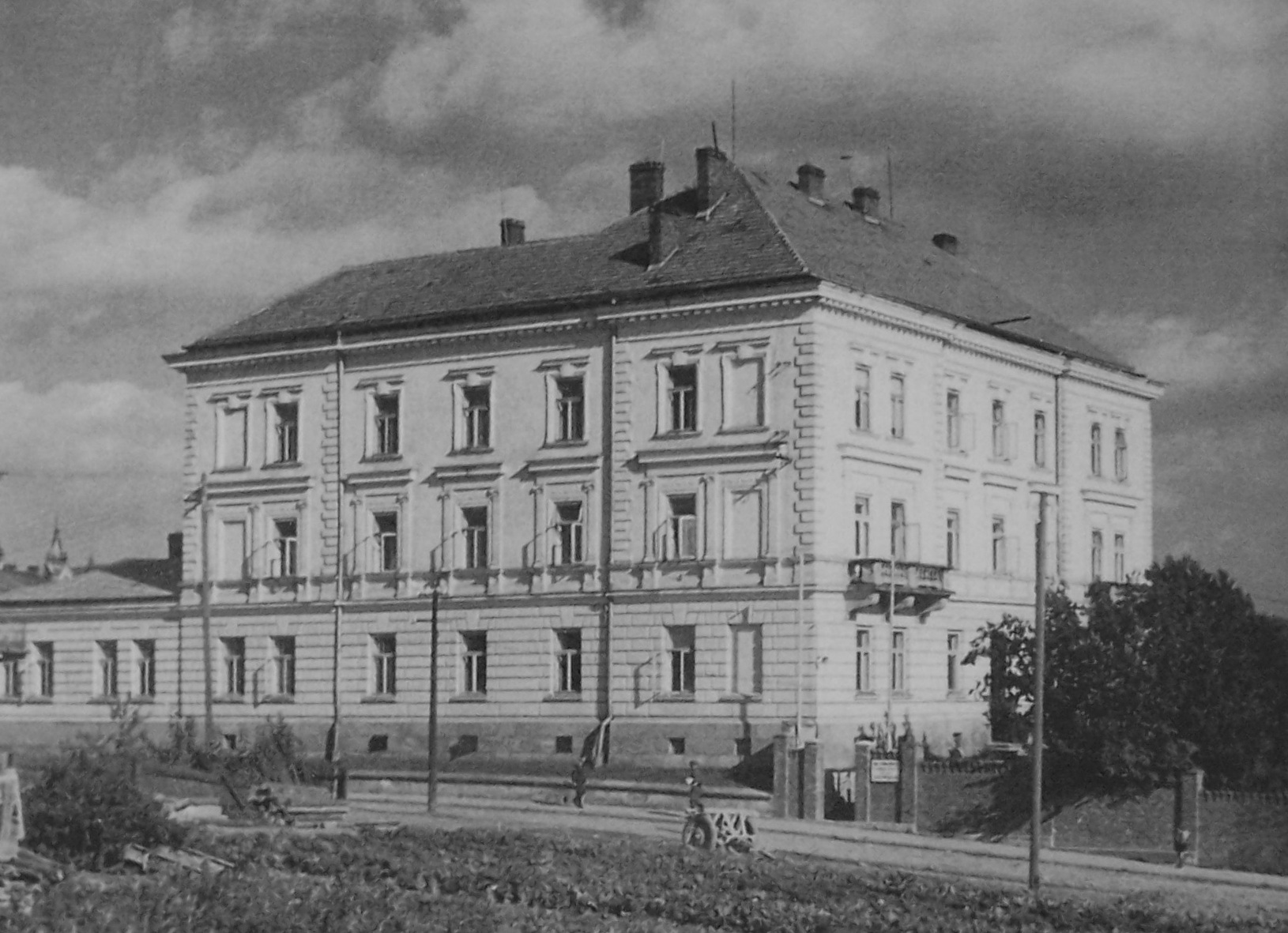
Budynek b. PUBP w Sanoku w latach 40. XX wieku – miejsce zamachu na Tadeusza Sieradzkiego

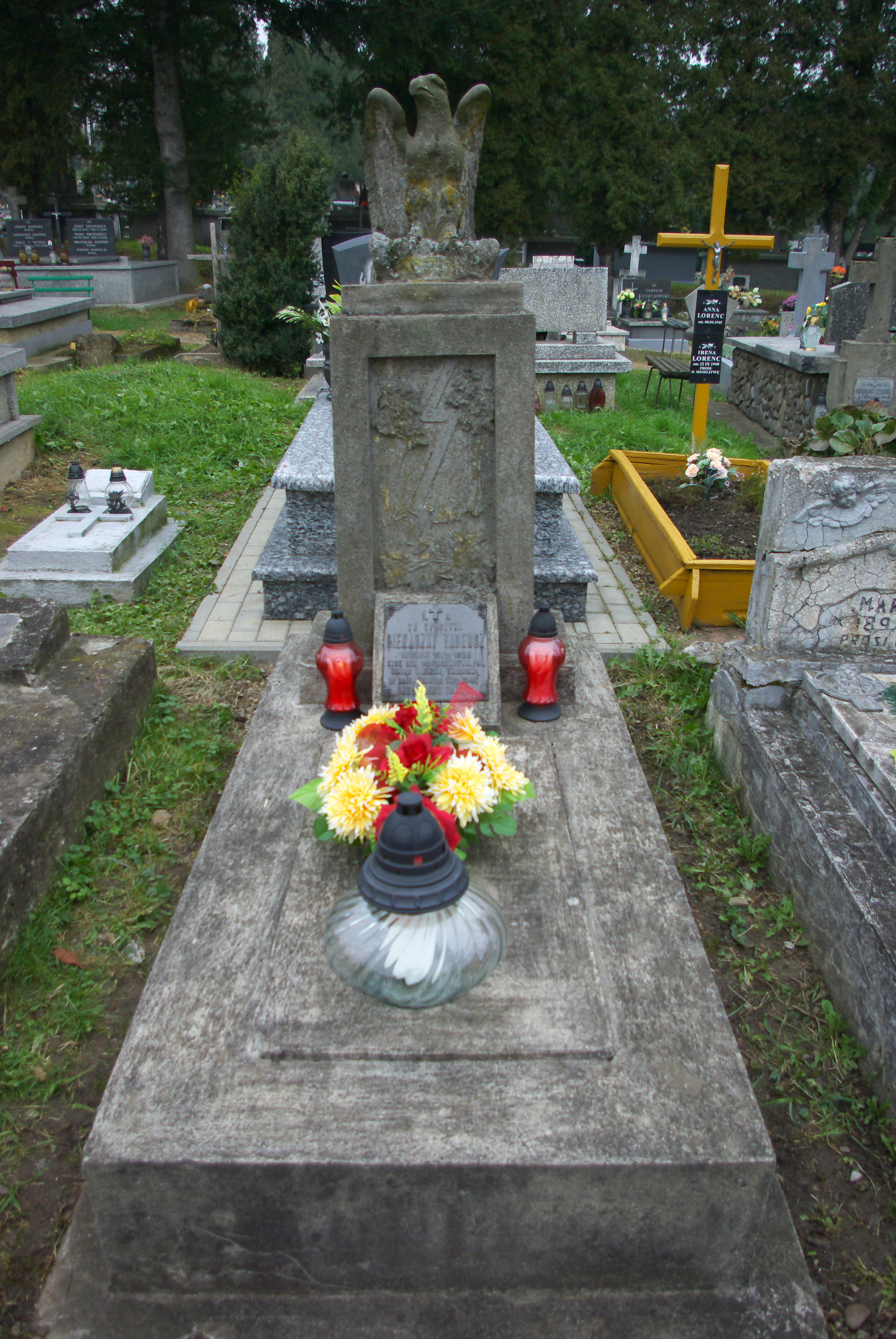
Grób Tadeusza Sieradzkiego

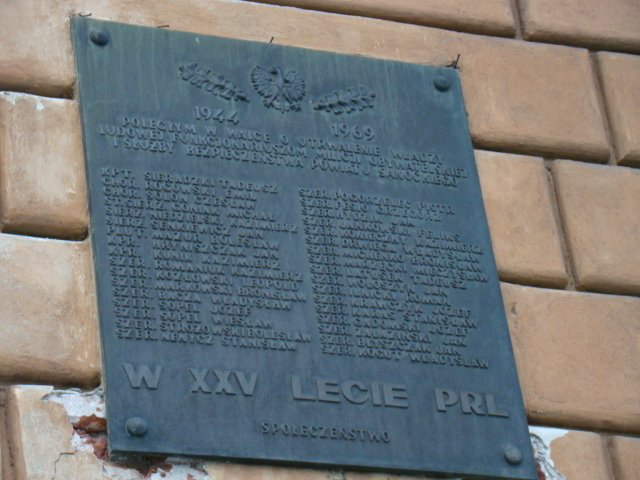
Nieistniejąca tablica na byłej siedzibie PUBP w Sanoku

Tadeusz Sieradzki urodził się 19 listopada 1922 w Nowotańcu jako syn Czesława (1880–1957) i Walerii (1885–1956), działacz komunistyczny, który w 1918 stanął na czele Rady Robotniczo-Chłopskiej w Sanoku i był organizatorem RRCh w powiecie sanockim. 
Podczas okupacji niemieckiej w czasie II wojny światowej został sekretarzem utworzonej we wrześniu 1943 komórki Polskiej Partii Robotniczej w rodzinnym Nowotańcu (wraz z nim tworzył ją m.in. Benedykt Krawiec). Celem komórki była walka zbrojna z Niemcami. Późną jesienią 1943 spośród członków PPR z Nowotańca zorganizowana została grupa wypadowa Gwardii Ludowej, a jej dowódcą został Tadeusz Sieradzki. Grupa działała w okolicach m.in. Nowotańca, Bukowska i Odrzechowej. Do oddziału należeli jego ojciec Czesław oraz brat Kazimierz (ur. 1926). 5 sierpnia 1944 został aresztowany wraz z Tadeuszem Dębickim przez Niemców, jednak w czasie prowadzenia na egzekucję obaj oswobodzili się zabijając dwóch okupantów. W sierpniu 1944 oddział dokonał likwidacji kilkuosobowego patrolu niemieckiego koło Zadniego Potoka w rejonie Nowotańca. Podczas napadu na posterunek niemieckiej żandarmerii w Woli Sękowej został ranny w ramię, po czym we wrześniu 1944 pomocy lekarskiej w Bukowsku udzielił mu dr Edward Czech. W 1944 Tadeusz Sieradzki kierował Sztabem Dzielnicowym Armii Ludowej w Nowotańcu, wspierając wówczas grupę partyzantów Leonida Berensteina ps. „Wołodia”. Był współorganizatorem struktur PPR w powiecie sanockim po 1944. 
Po zakończeniu wojny 25 września 1944 z ramienia PPR został wybrany delegatem do Tymczasowej Powiatowej Rady Narodowej w Sanoku. 28 września 1944 został zasiadł w prezydium tego gremium. Podczas pierwszego posiedzenia PRN w Sanoku 2 października 1944 był sekretarzem. Na przełomie sierpnia i września 1944 został utworzony Powiatowy Urząd Bezpieczeństwa Publicznego w Sanoku. Od 27 stycznia 1945 Tadeusz Sieradzki był szefem Sekcji I, II, III, a rozkazem z 24 lutego 1945 w stopniu podporucznika został powołany na kierownika PUBP w Sanoku.
Tadeusz Sieradzki poniósł śmierć 15 czerwca 1945, gdy przy wejściu do budynku siedziby PUBP w Sanoku został zastrzelony w zamachu dokonanym przez Antoniego Żubryda (ranny został wówczas pracownik urzędu Zbigniew Grajek). Według relacji Jana Haducza Sieradzki został zaatakowany ok. godz. 23 przed budynkiem położonym naprzeciw gmachu PUBP, do którego zmierzał na nocleg. Żubryd uprzednio pracował w sanockim PUBP, 8 czerwca 1945 bez uprzedzenia porzucił miejsce zatrudnienia, a odchodząc doprowadził do uwolnienia dwóch aresztantów podejrzewanych o przynależność do AK, których wyprowadził z gmachu zajmowanego przez NKWD przy ulicy Tadeusza Kościuszki. Następnego dnia w ramach represji funkcjonariusze UB aresztowali teściową i czteroletniego syna Żubryda, Janusza. W odwecie Antoni Żubryd dokonał zamachu na Tadeusza Sieradzkiego.
Tadeusz Sieradzki został pochowany na cmentarzu przy ul. Jana Matejki w Sanoku. W grobach obok zostali pochowani funkcjonariusze MO, którzy zginęli w 1945, Mieczysław Marzecki i Mieczysław Sołtys.
Brat Tadeusza Sieradzkiego, Kazimierz Sieradzki także został oficerem UBP.

## Upamiętnienie
W 1969 na fasadzie budynku obok wejścia do byłej siedziby PUBP przy ulicy Henryka Sienkiewicza 5 w Sanoku (wówczas siedziba Komendy Milicji Obywatelskiej) została umieszczona tablica poświęcona funkcjonariuszom SB i Milicji Obywatelskiej „poległym w walce o utrwalenie władzy ludowej 1944-1969”. Wśród 34 umieszczonych na niej nazwisk jako pierwszy został wymieniony kpt. Tadeusz Sieradzki. Po 2009 tablica została usunięta.
Nazwisko Tadeusza Sieradzkiego znalazło się także na tablicy w siedzibie Komendy Wojewódzkiej Milicji Obywatelskiej w Rzeszowie upamiętniającej osoby, które poniosły śmierć w czasie utrwalania władzy ludowej.
Co najmniej do 1990 istniała w Sanoku ulica Tadeusza Sieradzkiego. Została przemianowana na ulicę Kazimierza Niedzielskiego.